# Jandia Putra
Jandia Eka Putra (sinh ngày 14 tháng 7 năm 1987 ở Padang, West Sumatra), là một cầu thủ bóng đá người Indonesia thi đấu ở vị trí thủ môn cho PSIS Semarang.

## Danh hiệu
Semen Padang
- Indonesia Premier League: 2011–12
- Indonesian Community Shield: 2013